# Домб-Малий
Домб-Малий (пол. Dąb Mały) — село в Польщі, у гміні Влоцлавек Влоцлавського повіту Куявсько-Поморського воєводства.
Населення — 113 осіб (2011).
У 1975-1998 роках село належало до Влоцлавського воєводства.

## Демографія
Демографічна структура станом на 31 березня 2011 року:
|          | Загалом | Допрацездатний вік | Працездатний вік | Постпрацездатний вік |
| -------- | ------- | ------------------ | ---------------- | -------------------- |
| Чоловіки | 63      | 13                 | 45               | 5                    |
| Жінки    | 50      | 7                  | 31               | 12                   |
| Разом    | 113     | 20                 | 76               | 17                   |